# Estadio Municipal de Puente Alto
El Estadio Municipal de Puente Alto se ubica en la Región Metropolitana de Santiago,  Provincia de Cordillera, en la ciudad de Puente Alto. Tiene una capacidad de 1900 espectadores. Era utilizado para los partidos de local de los clubes Juventud Puente Alto y Luis Matte Larraín, ambos clubes que militaban en la Tercera División B de Chile, actualmente el estadio es utilizado por las ramas femeninas de Cobresal y por Municipal Puente Alto quien forma parte de la Tercera División B de Chile.

## Reinauguración
La remodelación del estadio fue parte del proyecto  "Mejoramiento Estadio Municipal de la ciudad de Puente Alto", financiado por el Instituto Nacional de Deportes de Chile (IND)  y la Municipalidad de Puente Alto. El proyecto fue aprobado por el entonces alcalde de Puente Alto Manuel José Ossandón el día 7 de junio de 2010 y con fecha de inicio el 12 de junio de 2010 y finalizado el 14 de diciembre de 2010.
El estadio fue reinaugurado en mayo de 2011, por el alcalde de Puente Alto Manuel José Ossandón, y el acto convocó a los vecinos y autoridades de la comuna de Puente Alto. El estadio cuenta con una cancha de fútbol de pasto sintético con estándares FIFA de 8405 m², 6 camarines, 4 baños, 10 Máquinas de ejercicios al aire libre, una pista atlética de 7080 m 2 de primer nivel y un sistema de iluminación inteligente. Además hacían de local los clubes Luis Matte Larraín y Juventud Puente Alto clubes que representaban a la ciudad de Puente Alto en las respectivas divisiones del fútbol chileno

## Actividades futbolísticas
Durante el Campeonato Regional de la Zona Central de 1964 el equipo Fatucen hacía de local en el Estadio Municipal de Puente Alto, posteriormente se fusionó con el club Iberia (actual Deportes Iberia), para llamarse Iberia-Fatucen y después como Iberia-Puente Alto. 
Además de realizarse constantemente el torneo de la Tercera División B de Chile, también se celebró el 15 de enero de 2015 la final del festival Edugol festival de futbol callejero mixto que albergó a jóvenes provenientes de distintas comunas como Vallenar, Lota, Coronel, San Bernardo, La Pintana, San Joaquín y Puente Alto.
El 11 de agosto de 2011 se inauguró con la presencia del alcalde subrogante René Borgna la Copa PF, torneo que contó con la participación de 11 colegios municipales entre los días 11 y 13 de agosto.
El 14 de abril de 2018 se disputó el Torneo Oficial 2018 del Fútbol Femenino Municipal sub-18 y adultos, torneo organizado por la Corporación de Deportes de Puente Alto, con la presencia de monitores y coordinadores de la organización, además del jefe de talleres de fútbol, Oscar Plaza Flores. Participaron los equipos de  Laura Vicuña, Villanas El Cortijo, Crea Espacio, Universidad Católica, Cubitos, Real Cubitos F.C, Aguara, Crea Espacio, Manuel Rodríguez, La Pintana, Villa Real.
En el año 2019 Cobresal jugó sus partidos de local por la Primera División de fútbol femenino de Chile en este recinto

## Actividades extra futbolísticas
Sin embargo el recinto no solamente se utiliza para partidos de fútbol, el Estadio Municipal de Puente Alto también cuenta con una pista atlética, que se realizó durante la remodelación. La pista atlética cuenta con el estándar de la Asociación Internacional de Federaciones de Atletismo (IAAF), y para su inauguración se realizó la Gran Corrida Inaugural, evento que convocó a deportistas provenientes de distintas comunas de Santiago.
El Estadio Municipal cuenta con un Centro Municipal de Boxeo, el recinto cuenta con capacidad para 200 personas con un ring olímpico (6 x 6 metros), 6 sacos, espejos para hacer sombra, graderías para 200 personas, camarines y equipamiento completo. Para su inauguración, contó con la presencia del alcalde Germán Codina el 11 de diciembre de 2015. Se desarrollaron una serie de combates, donde el duelo más destacado fue el de Joseph Cherkashyn “El Ruso” contra Miguel “El Ogro” Véliz.
También se destaca la utilización de este estadio para la realización de diversos concursos de bandas de guerra escolares, tal como el realizado por la Banda de la Corporación Municipal de Puente Alto el año 2014, convocando a un centenar de personas, como también siendo utilizado por casi una década por la Banda de la Escuela Arturo Prat de Puente Alto, en dónde se convocaron más de 2000 personas en sus años de concursos.
El 12 de octubre de 2012 se inició en el Estadio de Puente Alto la 2° Perrotón evento en la cual se realizó con la finalidad promover la tenencia responsable de las mascotas.

## Mural
La entrada del estadio municipal cuenta con un mural, obra de 150 metros cuadrados revestidos con mosaicos y que tiene por temática la vida familiar, deportiva y tradicional de la comuna, esta obra fue realizada por Isidora López , Alejandra Guzmán, Valeria Merino, Paulo Meyer , Sandra Massa, y Soledad Michell . Proyecto que duró 2 meses y medio, trabajo que fue realizado gracias al aporte municipal y la ayuda de vecinos y voluntarios municipales.

## Luminarias
Siendo Puentealtino, Ernesto Alvear, quien ayudó a conseguir que el Mundial de 1962 se realizara en Chile, se le hizo entrega de las Luminarias pertenecientes al Estadio Nacional, ya que fueron reemplazadas de cara al Mundial.
Son las Luminarias que funcionaron en el Estadio Municipal hasta su reemplazo en su reinauguración.

## Accesos
El Estadio Municipal de Puente Alto se encuentra en la ciudad de Puente Alto, en Nemesio Vicuña #450.
El metro más cercano es Plaza de Puente Alto (estación) de la Línea 4 del Metro de Santiago
Los Recorridos del Red Metropolitana de Movilidad que llegan al recinto de forma directa son la F14, F03, F11 que pasan por las calles Santa Elena, José Luis Coo y Nemesio Vicuña.

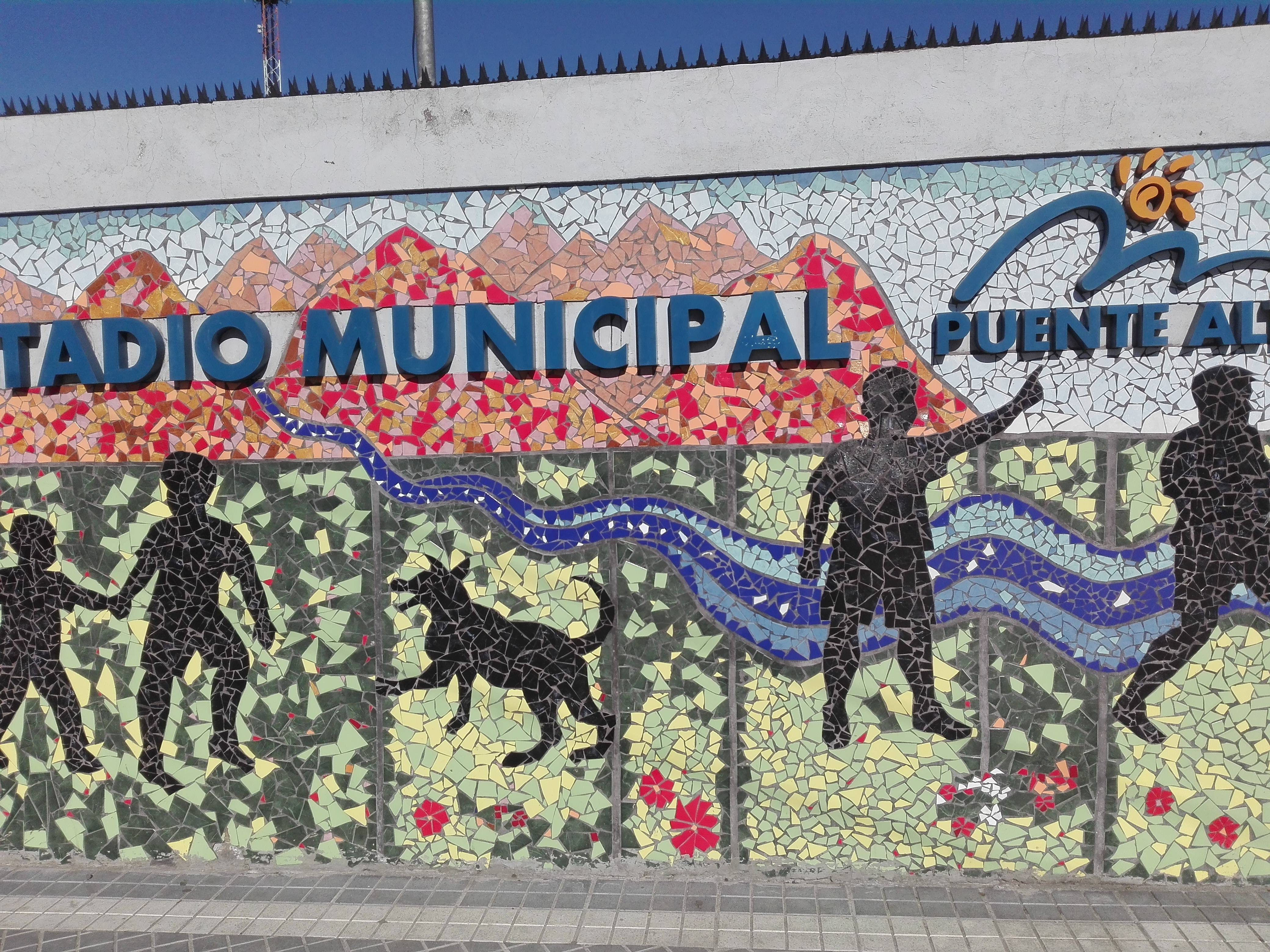
Entrada del Estadio municipal de Puente Alto
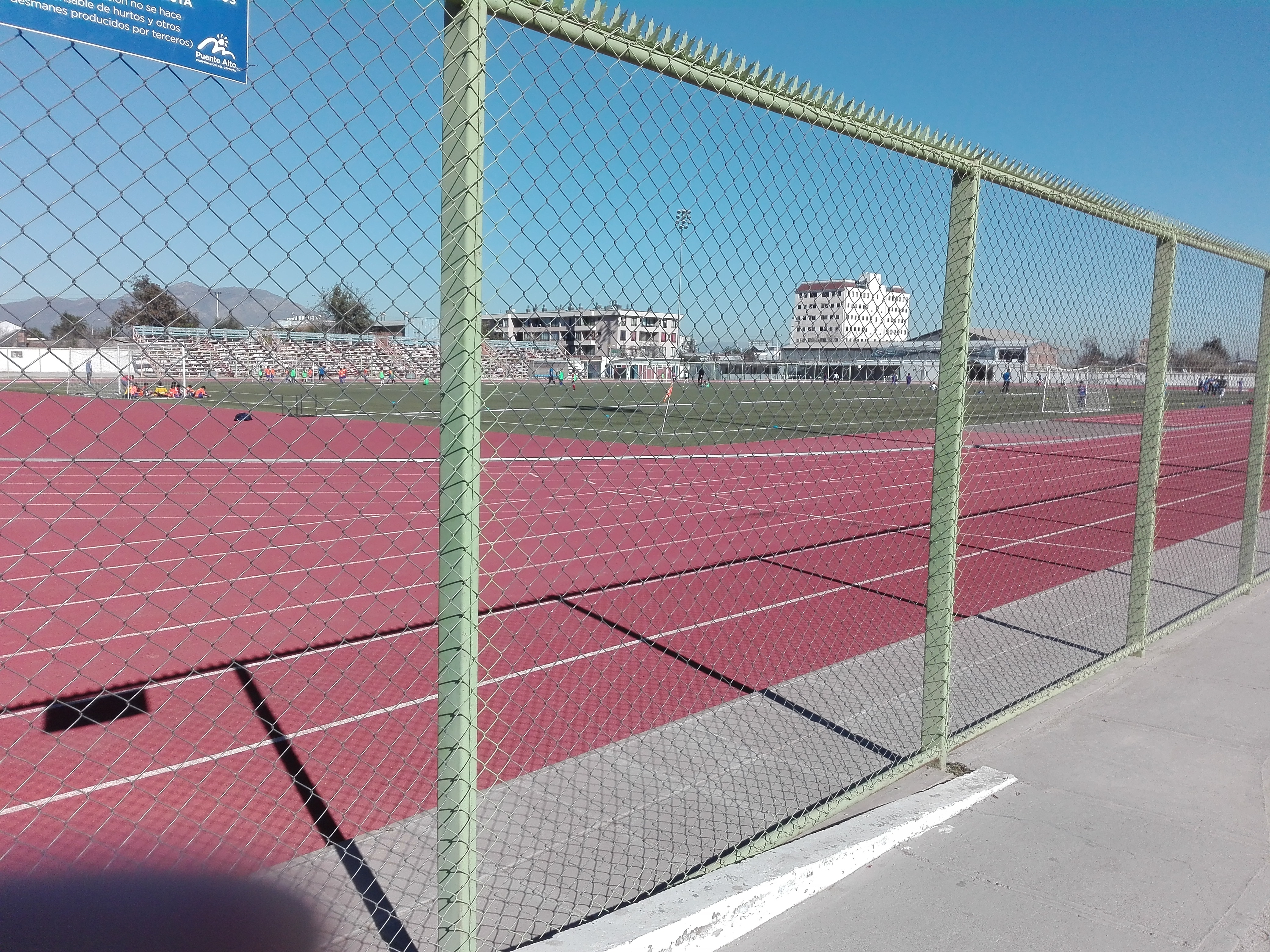
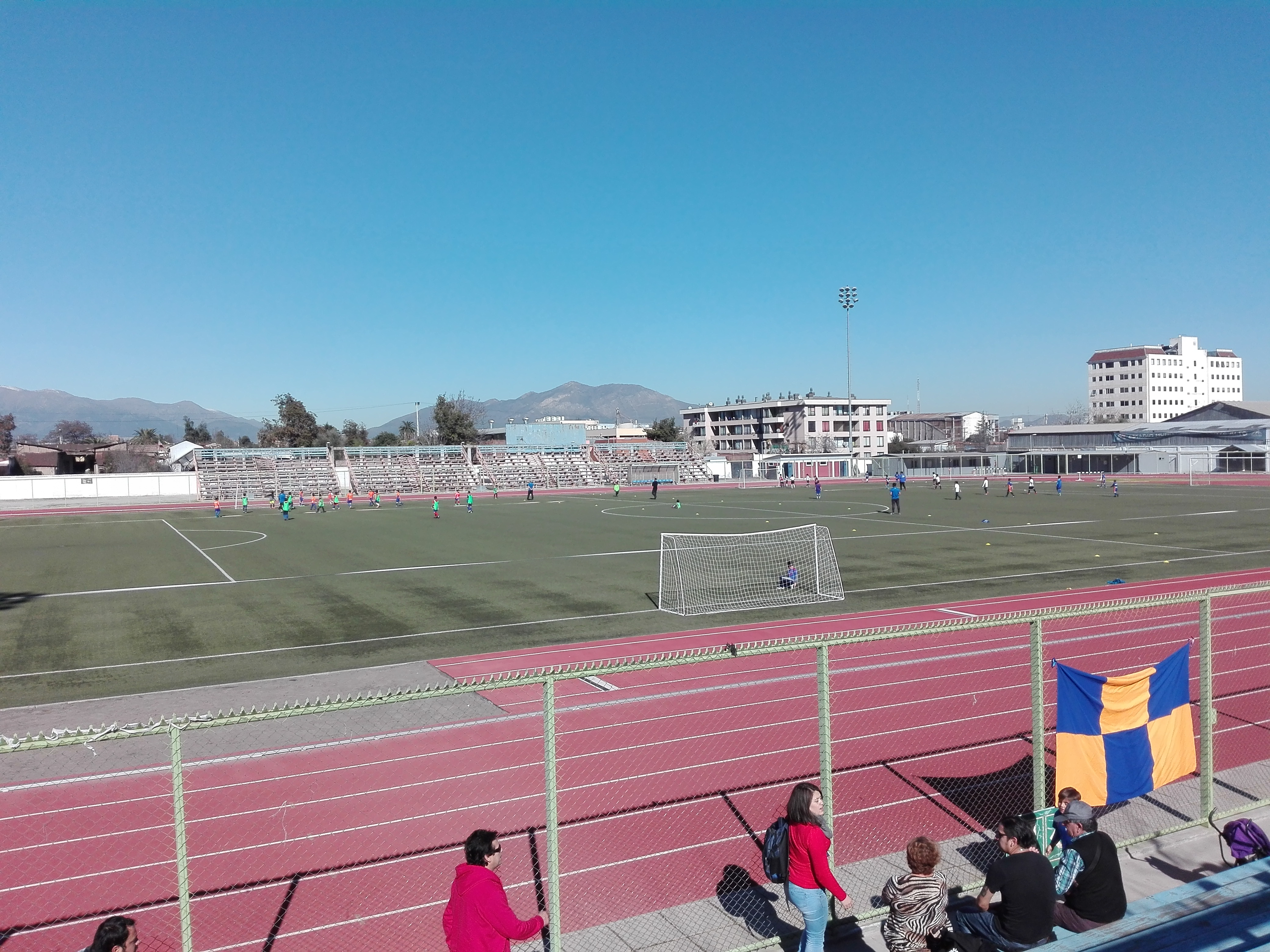
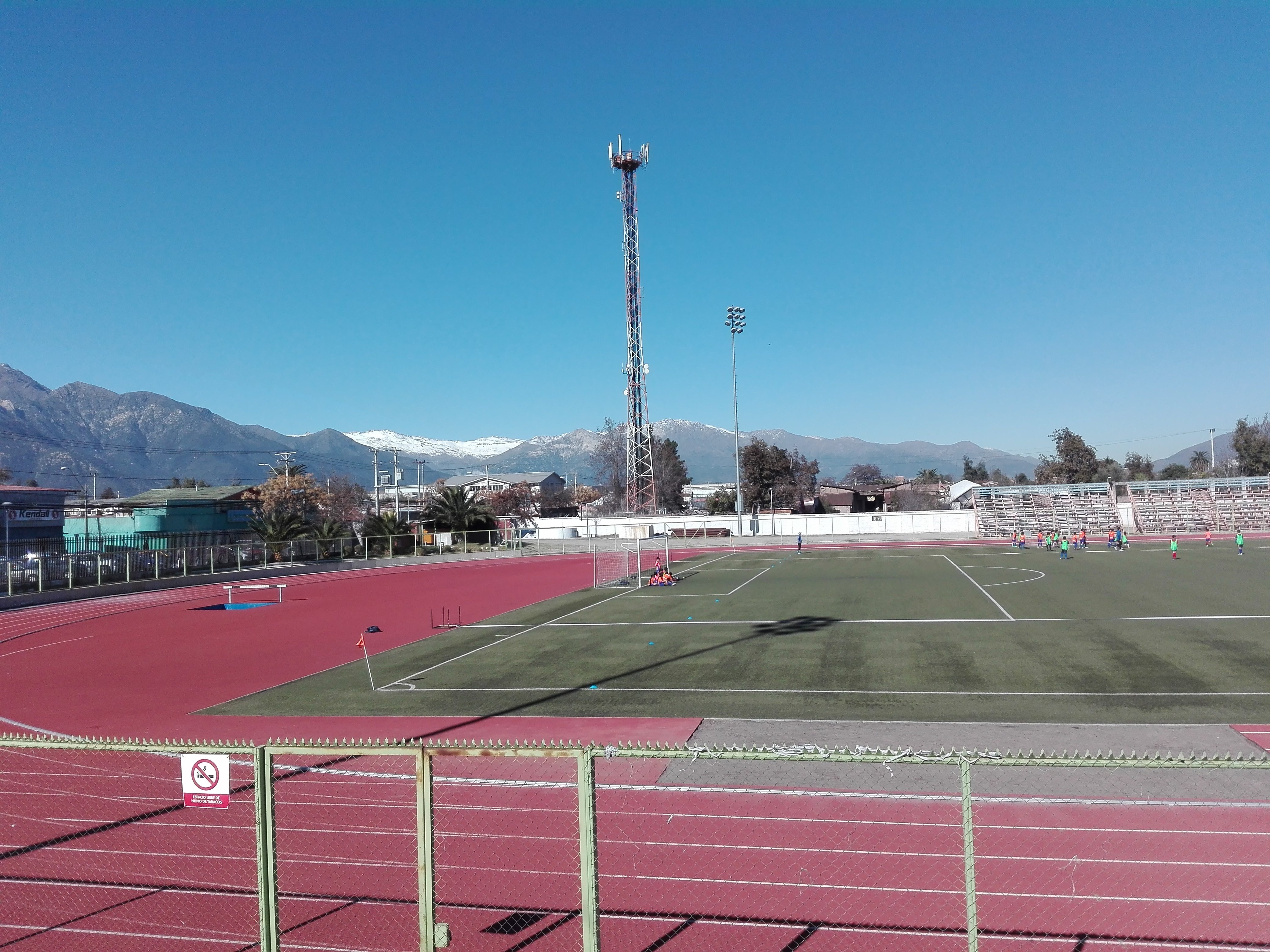
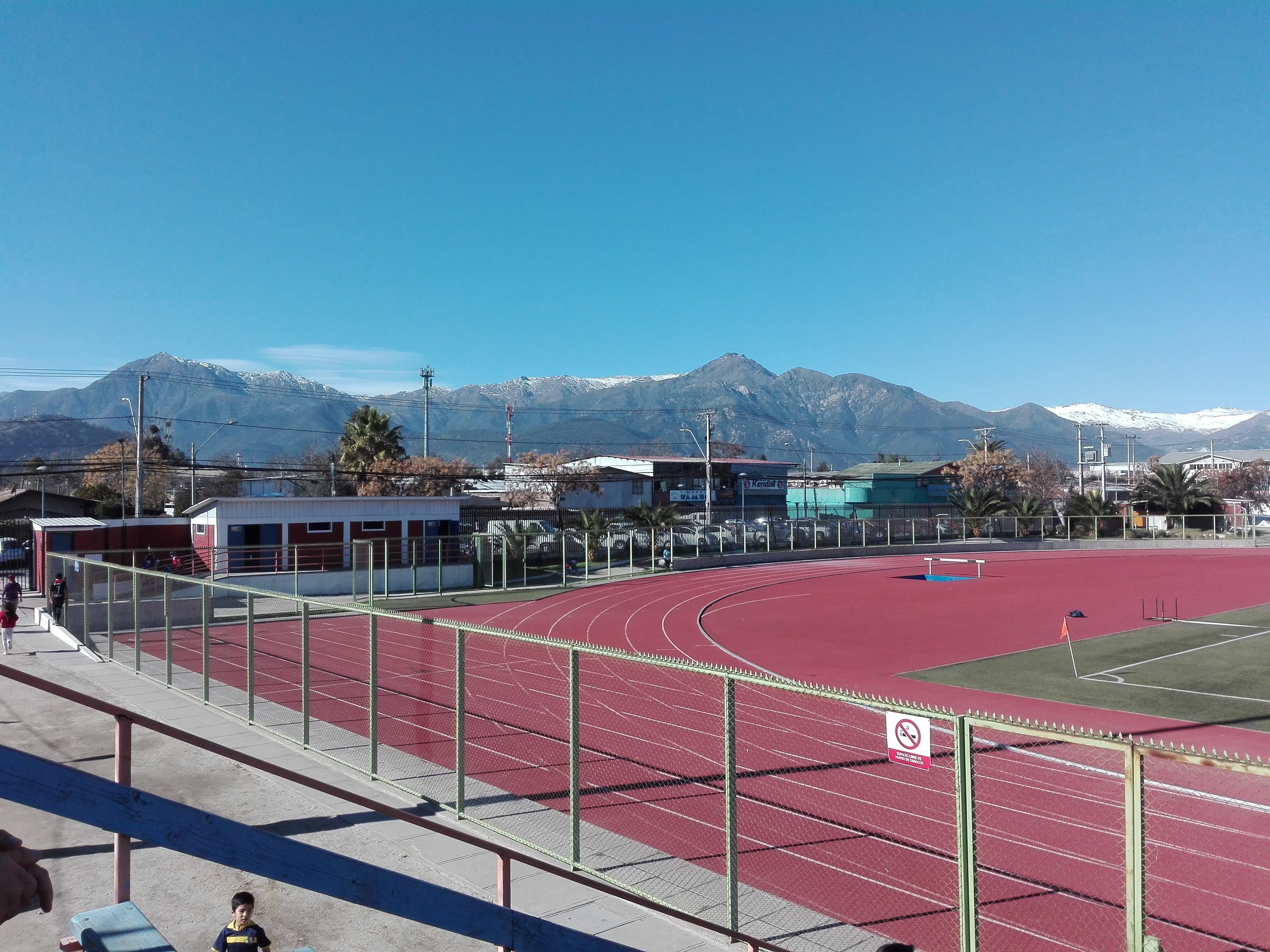
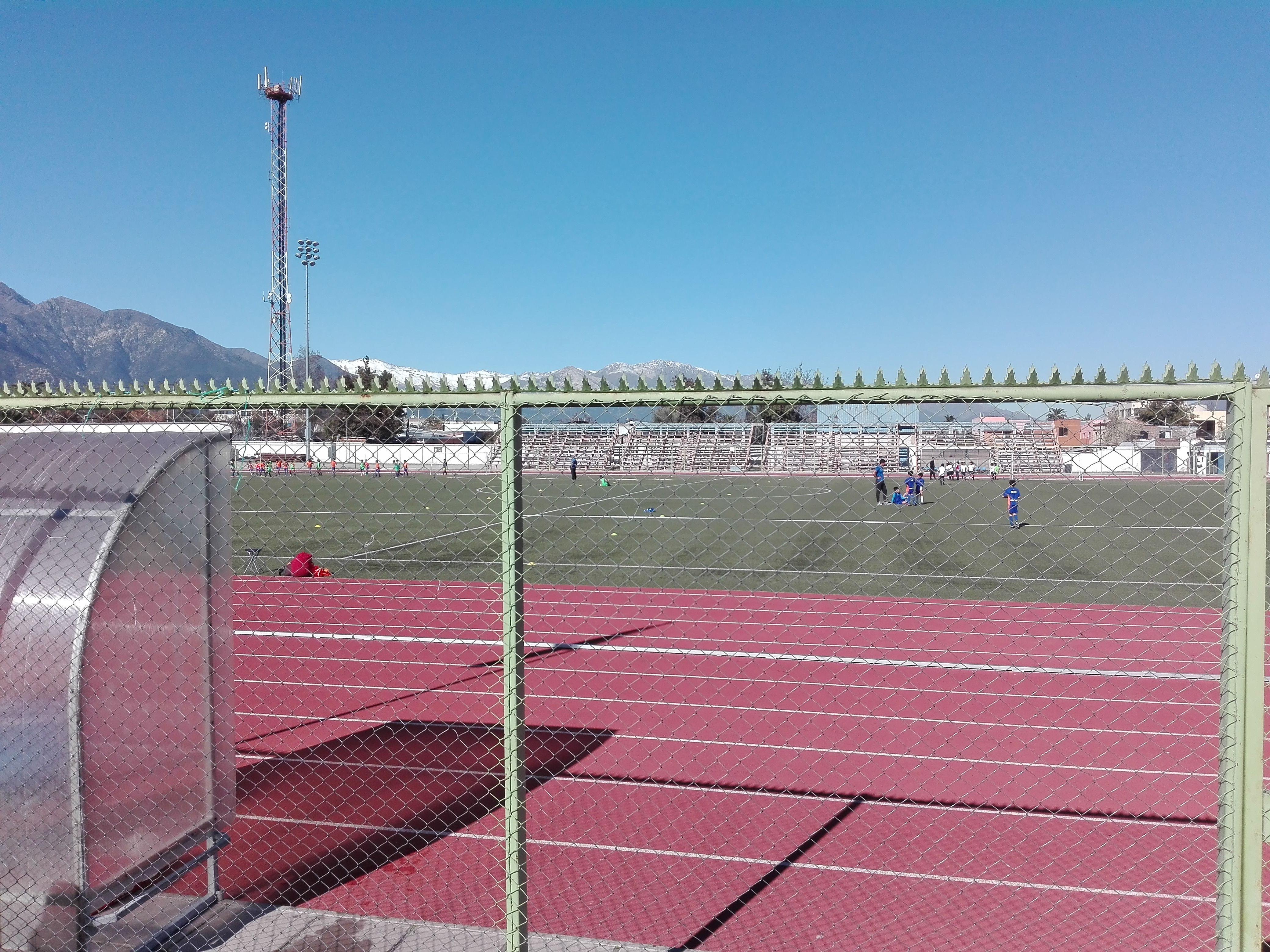
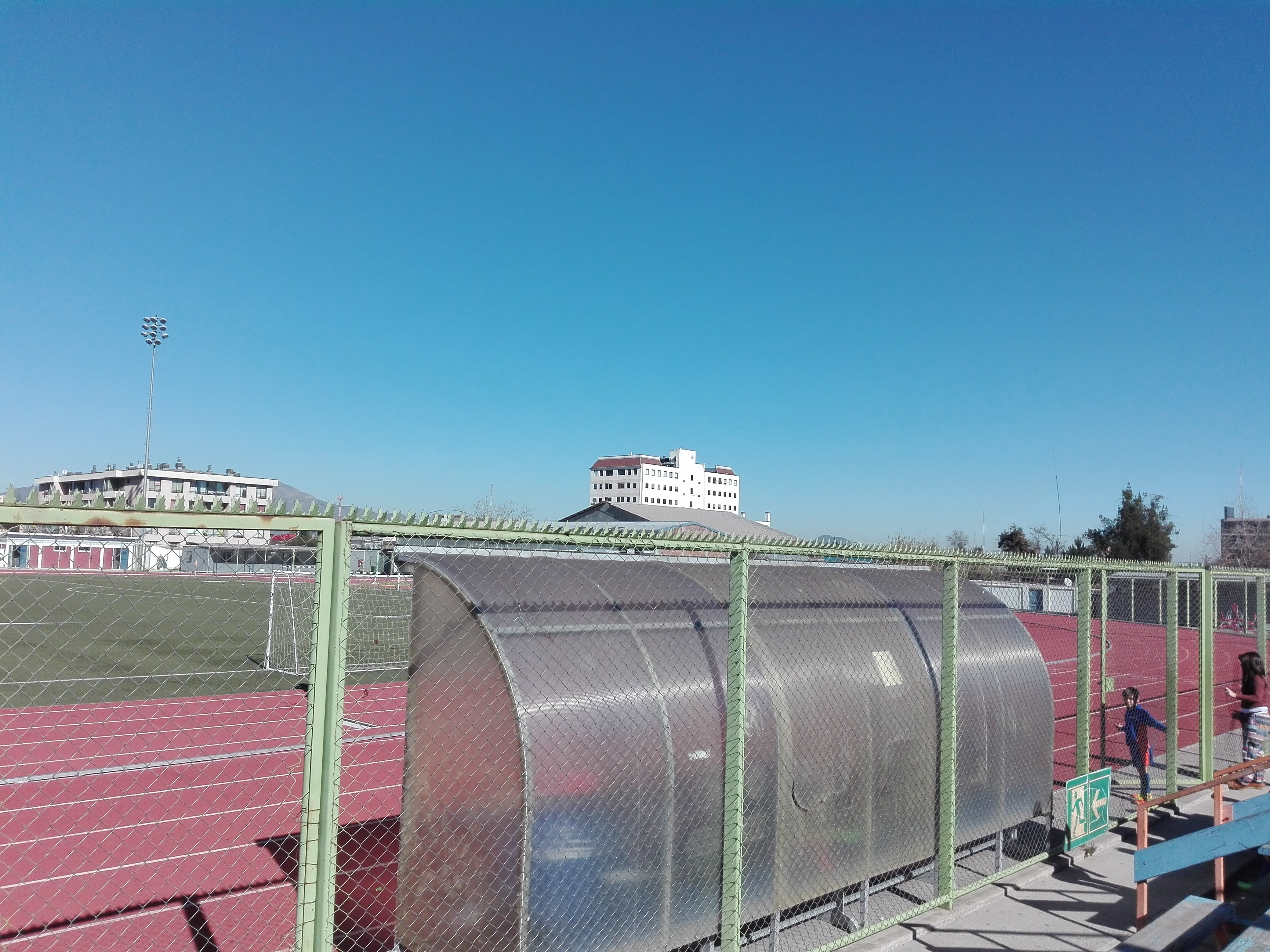
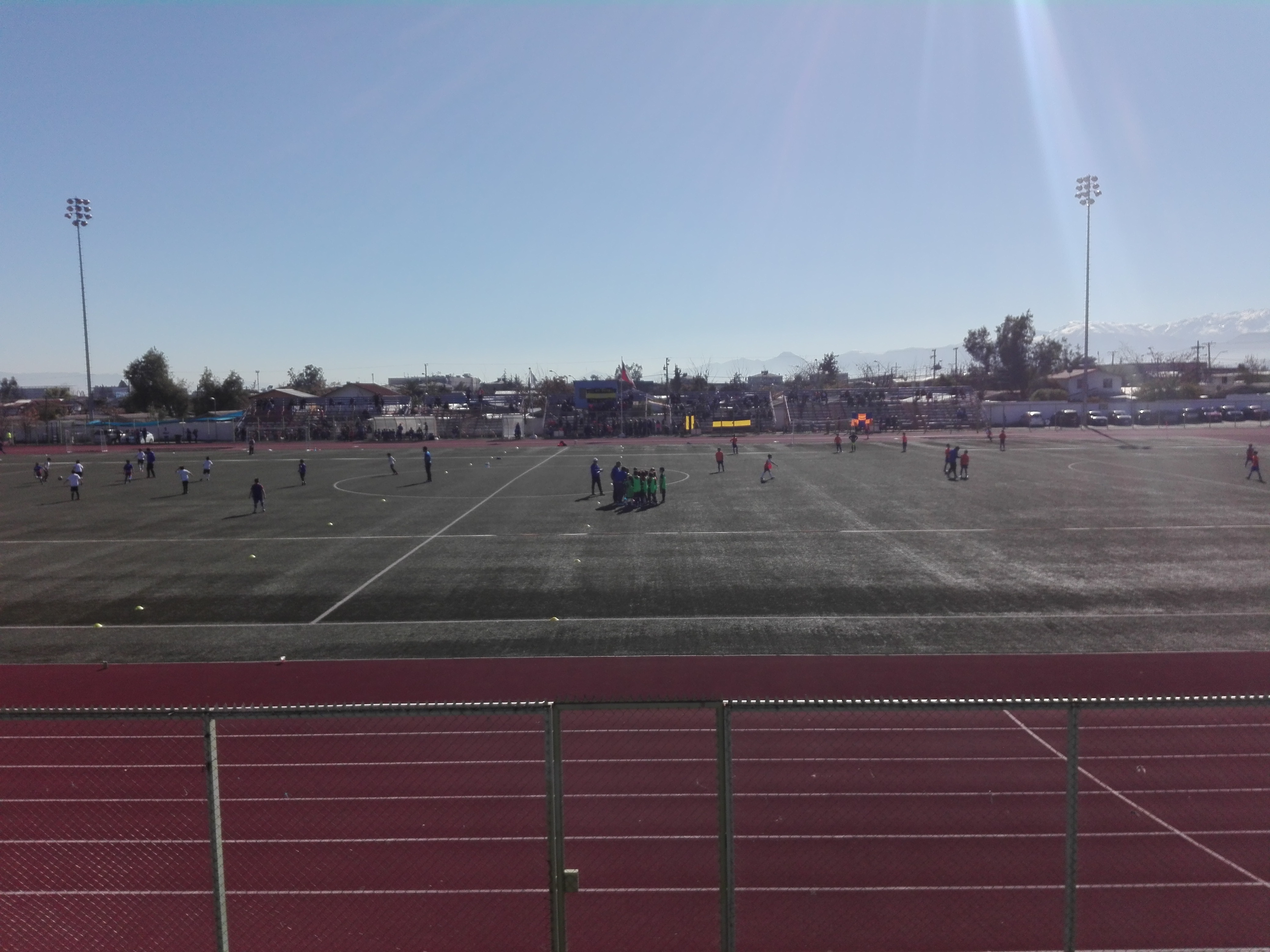
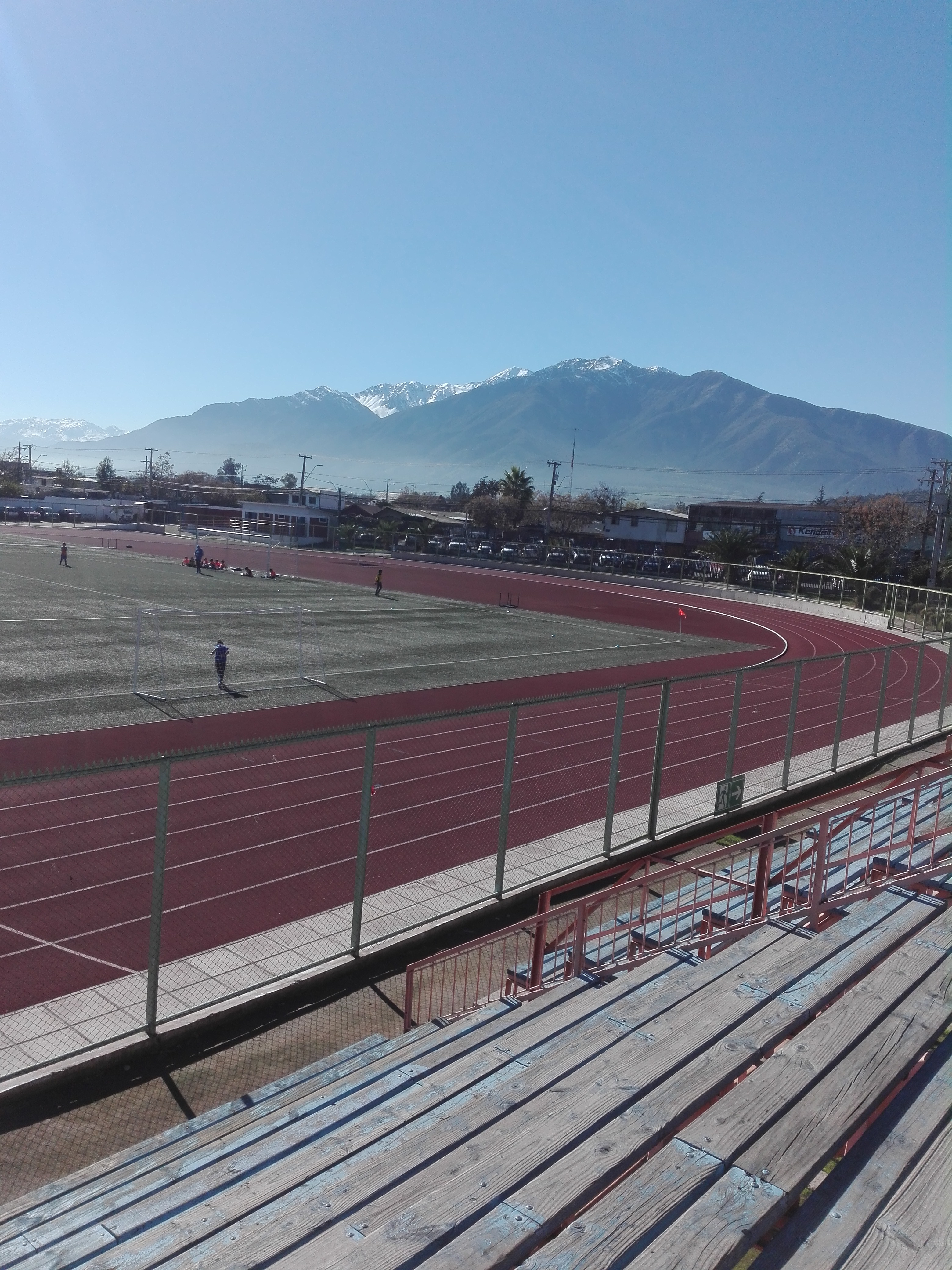
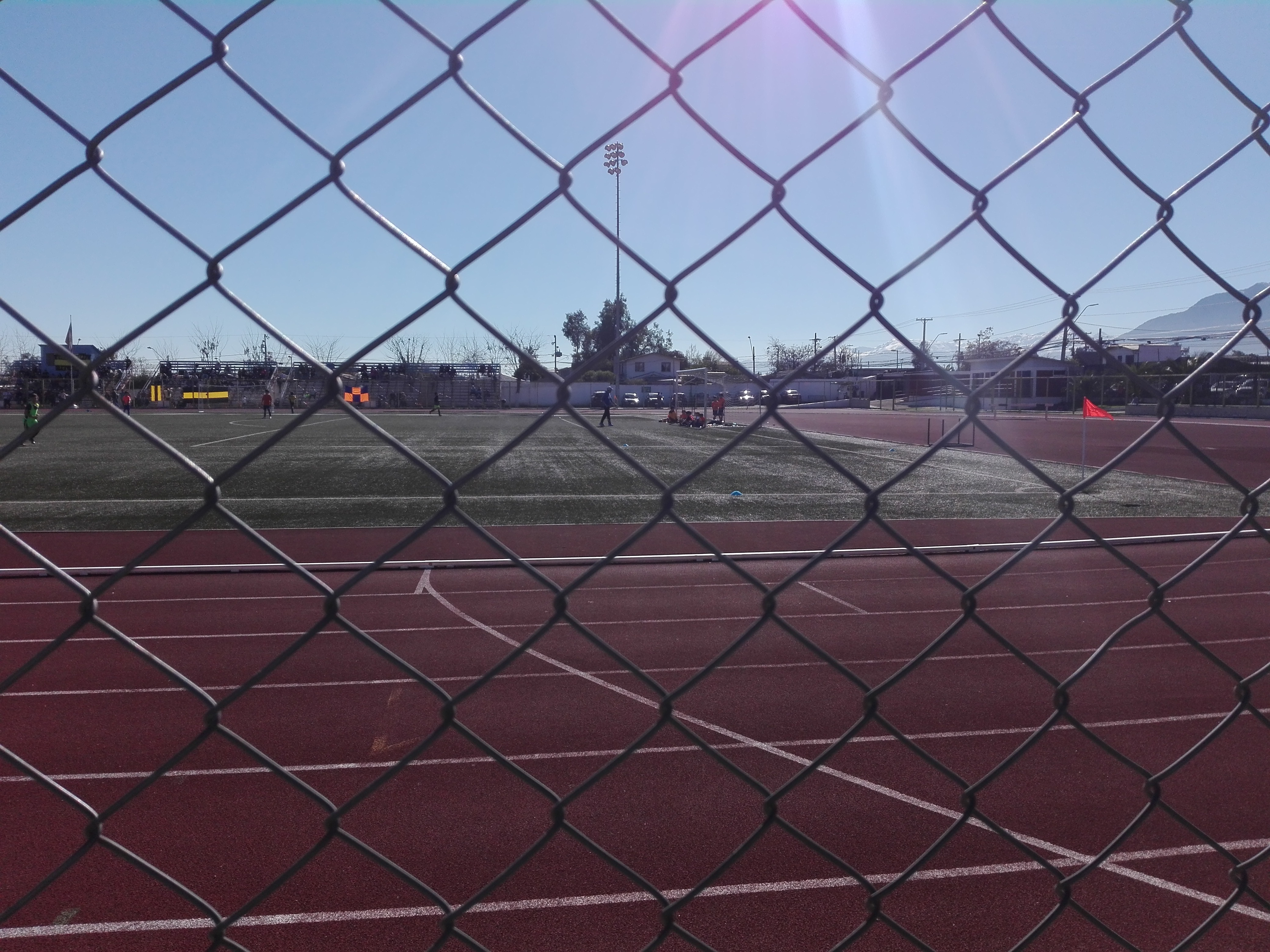